# 齊藤雄基
齊藤 雄基 （さいとう ゆうき、1974年 - ）は、日本の映像作家、CMディレクター、映画監督。神奈川県出身。

## 略歴・人物
1998年武蔵野美術大学卒業後、株式会社ROBOTに入社。CMプランナー・ディレクターとして様々なCMを手がける他、TVドラマ、ショートフィルム、ミュージックビデオなどの映像を中心に、キャラクター開発、書籍、作詞など様々なジャンルで活動中。2021年、独立してフリーランスへ。2022年、映像ディレクターとして一般社団法人「Get in touch」にジョイン。「まぜこぜ一座殺人事件〜まつりのあとのあとのまつり〜」で長編映画デビュー。

## 作品

### CM
- 近鉄不動産 あべのハルカス
- 一正蒲鉾 企業CM 他
- 日本通運 企業CM
- 森永製菓 チョコモナカジャンボ 他
- ラフォーレ原宿 グランバザール

### 映画
- まぜこぜ一座殺人事件〜まつりのあとのあとのまつり〜[3]

### ショートフィルム
- 中2映画プロジェクト「従姉妹協奏曲」（2021）
- こぶしファクトリー「STORY OF ナセバナル」（2018）
- 宮城県登米市プロモーションムービー「登米無双2」（2017）
- 宮城県登米市プロモーションムービー「登米無双」（2016　第６回観光映像大賞（SSFF＆Asia観光長官賞）[4]、栃木・蔵の街かど映画祭　蔵の街かどアワード観客賞、映文連アワード優秀賞）
- 短編映画「名無しの幽子」（2014　O!!iDO短編映画祭監督賞、MKE映画祭ブレイクスルー賞）
- 短編映画「フルスイング」（2012　SSFF＆Asiaオフィシャルコンペティション入選、きりゅう映画祭　きりゅうアワードグランプリ[5][6]、おもいがわ映画祭ショートムービーコンペティショングランプリ[7]

### テレビドラマ
- 日本テレビ　ドラマ「日本人の知らない日本語」（2010年）
- テレビ朝日　ドラマ「音女」（2008年）

### ミュージックビデオ
- 道重さゆみ「Loneliness Tokyo」[8]
- はるな愛「BONダンス」
- アップアップガールズ（仮）「上々ド根性」
- アップアップガールズ（仮）「Be a Girl」

### その他
- 味の素　うま味体験館　4面360度シアター映像
- テレビ東京　美の巨人たちオープニング映像

### 書籍
- 絵本（作）「ぼく、のるるん」（2014 東急電鉄）
- 書籍（作・絵）「うんちくんとうんちくじいさん」（2013 幻冬舎エデュケーション）
- 絵本（作）「ナイゾーくん」（2011 幻冬舎エデュケーション）
- 書籍（企画・構成）「元素キャラクターBook げんそじん」（2010 幻冬舎エデュケーション）